# Landtagswahlkreis Warendorf II
Der Landtagswahlkreis Warendorf II umfasst die Gemeinden Ahlen, Beckum, Drensteinfurt, Everswinkel, Sendenhorst und Wadersloh im Kreis Warendorf. Bis einschließlich zur Landtagswahl in Nordrhein-Westfalen 1995 gehörte Sendenhorst zum Landtagswahlkreis Warendorf I, bis einschließlich der Wahl 2017 auch Everswinkel.

## 2022
Wahlberechtigt waren 103.817 Einwohner. Die Wahlbeteiligung lag bei 56,6 %.
| Direktkandidat       | Partei | Erststimmen in % | Zweitstimmen in % |
| -------------------- | ------ | ---------------- | ----------------- |
| Markus Höner         | CDU    | 45,5             | 43,0              |
| Frederik Werning     | SPD    | 28,3             | 25,8              |
| Ali Baş              | GRÜNE  | 13,8             | 14,4              |
| Christian Blex       | AfD    | 5,4              | 5,0               |
| Markus Diekhoff      | FDP    | 5,2              | 5,5               |
| Karl Stephan Schulte | Linke  | 1,9              | 1,5               |
|                      | Übrige |                  | 4,6               |

Markus Höner (CDU) hat erstmals für den Landtag kandidiert und konnte mit 45,5 % der Stimmen den Wahlkreis eindeutig für sich behaupten. Somit tritt er die Nachfolge von Henning Rehbaum an.
Auch Frederik Werning (SPD) hat erstmals für den Landtag kandidiert. Mit 28,3 % der Stimmen war es das bisher schlechteste Ergebnis für die SPD seit 1995.
Ali Bas (Grüne) konnte ein eindeutiges Plus verzeichnen (9,6 Prozentpunkte). Zum Direktmandat reichte es nicht und auch über die Landesliste konnte er nicht in den Landtag einziehen.
Christian Blex (AfD) konnte durch die Landesliste der AfD (Platz 5) in den Landtag einziehen. Seit dem 27. September 2022 übt er sein Mandat als fraktionsloser Abgeordneter aus, da er aus der AfD-Landtagsfraktion ausgeschlossen wurde. Er ist dennoch Mitglied der AfD.
Markus Diekhoff (FDP) verpasste sowohl das Direktmandat, noch konnte er über die Landesliste in den Landtag einziehen. Seitdem ist er nicht mehr im Landtag vertreten.
Die Linke haben den Einzug in den Landtag nicht geschafft, da sie sich gesamtparteilich unter der 5-%-Hürde befanden.

## 2017
Wahlberechtigt waren 96.997 Einwohner. Die Wahlbeteiligung lag bei 65,6 %
| Direktkandidat          | Partei  | Erststimmen in % | Zweitstimmen in % |
| ----------------------- | ------- | ---------------- | ----------------- |
| Annette Watermann-Krass | SPD     | 34,8             | 32,9              |
| Henning Rehbaum         | CDU     | 44,8             | 38,3              |
| Ali Baş                 | GRÜNE   | 4,2              | 4,7               |
| Markus Diekhoff         | FDP     | 6,8              | 11,0              |
| kein Kandidat           | Piraten |                  | 0,8               |
| Reiner Jenkel           | Linke   | 4,2              | 3,5               |
| Christian Blex          | AfD     | 5,1              | 6,1               |
|                         | Übrige  |                  | 2,8               |

Der CDU-Kandidat Henning Rehbaum konnte den bei seinem ersten Wahlantritt 2012 an die SPD verlorenen Wahlkreis für die Christdemokraten zurückgewinnen. Die bisherige Wahlkreisabgeordnete Annette Watermann-Krass von der SPD konnte mit ihrem Landeslistenplatz 13 ebenso in den Landtag einziehen, wie der FDP-Direktkandidat Markus Diekhoff (Listenplatz 20) und der Kandidat der Kandidat der AfD, Christian Blex (Listenplatz 14). Dem erst 2013 in den Landtag nachgerückten Grünen Ali Baş reichte sein Landeslistenplatz nicht, um weiterhin dem Landtag anzugehören.

## 2012
Wahlberechtigt waren 97.905 Einwohner. Die Wahlbeteiligung lag bei 60,1 %
| Direktkandidat          | Partei  | Erststimmen in % | Zweitstimmen in % |
| ----------------------- | ------- | ---------------- | ----------------- |
| Henning Rehbaum         | CDU     | 38,9             | 32,8              |
| Annette Watermann-Krass | SPD     | 42,2             | 40,1              |
| Ali Baş                 | GRÜNE   | 6,4              | 8,4               |
| Pia Hermans             | Piraten | 7,1              | 6,9               |
| Lars Jehne              | FDP     | 3,2              | 6,8               |
| Reiner Jenkel           | Linke   | 2,2              | 1,9               |

## 2010
Bei der Landtagswahl 2010 waren 98.415 Einwohner wahlberechtigt. Die Wahlbeteiligung lag bei 59,3 %
| Direktkandidat          | Partei | Erststimmen in % | Zweitstimmen in % |
| ----------------------- | ------ | ---------------- | ----------------- |
| Annette Watermann-Krass | SPD    | 38,9             | 34,3              |
| Bernhard Recker         | CDU    | 42,8             | 40,7              |
| Ali Baş                 | Grüne  | 7,3              | 9,5               |
| Reiner Jenkel           | Linke  | 5,5              | 5,0               |
| Stefan Romberg          | FDP    | 5,4              | 5,9               |

## 2005
Wahlberechtigt waren 97.963 Einwohner. Die Wahlbeteiligung lag bei 64,5 %
| Direktkandidat           | Partei | Stimmen in % |
| ------------------------ | ------ | ------------ |
| Bernhard Recker          | CDU    | 51,6         |
| Annette Watermann-Krass  | SPD    | 34,3         |
| Stefan Romberg           | FDP    | 5,7          |
| Meinolf Sellerberg       | Grüne  | 4,0          |
| Walter Rottstaedt        | WASG   | 2,3          |
| Sandra Schossow          | NPD    | 0,9          |
| Andrea Baxpöhler-Bertram | PDS    | 0,8          |
| Günter Weiß              | REP    | 0,5          |

## 2000
Wahlberechtigt waren 96.151 Einwohner. Die Wahlbeteiligung lag bei 60,3 %
| Direktkandidat      | Partei | Stimmen in % |
| ------------------- | ------ | ------------ |
| Bernhard Recker     | CDU    | 41,9         |
| Bernhard Daldrup    | SPD    | 40,4         |
| Stefan Romberg      | FDP    | 10,3         |
| Bernhard Drestomark | GRÜNE  | 4,5          |
| Manfred Szlachetka  | REP    | 1,0          |
| Patrick Tschirner   | PDS    | 0,7          |

## 1995
Wahlberechtigt waren 94.906 Einwohner. Die Wahlbeteiligung lag bei 67,0 %.
| Partei | Stimmen in % |
| ------ | ------------ |
| SPD    | 44,0         |
| CDU    | 43,5         |
| FDP    | 3,5          |
| GRÜNE  | 7,1          |
| REP    | 0,7          |
| ödp    | 0,4          |